# Lacul Bemidji
Lacul Bemidji (Lake Bemidji) este un lac mic de origine glaciară, situat în statul Minnesota, SUA. Lacul ocupă o suprafață de 28 km², are adâncimea maximă de 23 m și este alimentat și deversat de fluviul Mississippi. Pe malul sud-vestic al lacului se află orășelul Bemidji, Minnesota. 